# Phantomime
Phantomime é o terceiro EP da banda sueca de rock Ghost. Ele foi lançado no dia 19 de maio de 2023 pela Loma Vista. O EP foi anunciado após o lançamento do videoclipe para o cover de "Jesus He Knows Me", lançado pela banda no dia 9 de abril, e conta com 5 faixas, todas covers de outros artistas.

## História
O vocalista Tobias Forge disse, em uma entrevista à NME, que Phantomime foi originalmente concebido como um álbum de longa duração consistindo de 10 faixas covers, com o objetivo de espelhar o álbum Impera de 2022, porém, devido ao impacto que o último disco causou nele, o projeto foi reduzido a um EP. Forge afirmou que começou a fazer as demos para Phantomime junto com as de Impera, revelando também que planejava gravar covers para canções de Motörhead, Misfits, U2 e que gravou uma demo para "Distant Early Warning" da banda Rush.
O vocalista afirmou que a política de personalidade americana, incluindo a figura de Donald Trump, foi uma influência no conceito do EP.
Sobre o primeiro single lançado, "Jesus He Knows Me", Forge disse que o escolheu por acreditar que a letra da canção é mais relevante hoje do que era em 1992, ano do lançamento original da música.

## Lançamento
Forge havia sugerido que haveria uma nova música antes do retorno da turnê Imperatour em uma entrevista para a revista Revolver. No dia 7 de abril, a banda lançou um vídeo em seu canal sugerindo que algo estava chegando, e logo depois foi publicada uma estreia para o dia 9.
Ghost lançou um videoclipe para sua versão cover de "Jesus He Knows Me" no dia 9 de abril, no domingo de Páscoa. Junto do videoclipe, foi feito o anúncio oficial do EP com lançamento no dia 18 de maio. A data do lançamento foi posteriormente adiada para o dia 19.
A banda lançou seu cover de "Phantom Of The Opera", de Iron Maiden, no dia 16 de maio, acompanhado de um vídeo oficial.
Junto com o lançamento do EP, no dia 19 de maio, a banda também disponibilizou um jogo de quebra-cabeça point-and-click que pode ser jogado online ou em realidade virtual.

## Recepção
| Críticas profissionais | Críticas profissionais |
| Avaliações da crítica  | Avaliações da crítica  |
| Fonte                  | Avaliação              |
| ---------------------- | ---------------------- |
| Loudersound            | [ 19 ]                 |
| Consequence            | 9/10                   |
| SpotlightReport        | [ 21 ]                 |
| Blabbermouth.net       | 8/10                   |
| Wall of Sound          | 8/10                   |

O EP recebeu, no geral, críticas positivas.
Rich Hobson, da revista Metal Hammer, disse "Phantomime não é uma escuta essencial entre os álbuns para os fãs do Ghost da mesma forma que o EP If You Have Ghost de 2013, Popestar ou Seven Inches Of Satanic Panic foram, mas neste ponto a banda dificilmente precisa se provar; este gigante bem oleado já passou do ponto em que eles podem fazer o que quiserem.".
Jeff Podoshen, do site Metal Injection, disse "Injetar seu próprio estilo gótico no pop e no rock de arena é o que essa banda faz tão bem e a banda essencialmente faz uma clínica de como fazer covers com o EP Phantomime. Este não é apenas um item obrigatório para qualquer fã do Ghost, é um disco que pode ser apreciado por muitos fora da congregação em contínuo crescimento.".
Sarah Ambrose, do site Spotlight Report, concluiu dizendo "Um grande EP que faz exatamente o que se propõe a fazer. É divertido, cativante e ainda muito alinhado com o catálogo deles.".
Anne Erickson, do Blabbermouth.net, disse "Aqueles que são casados com as músicas originais podem achar as interpretações do Ghost um pouco chocantes, mas os fãs da banda provavelmente encontrarão muito o que apreciar em um álbum de covers que soa como se realmente pudesse ser feito de originais do Ghost.".
O site Wall of Sound disse "Sem novas músicas, não é essencial, mas ainda é um ótimo momento. Os covers soam ótimos, são feitos prontos para o clube e o palco e vão animar os fãs até a próxima fase do Ghost começar.".
A faixa "Phantom of the Opera" foi indicada ao Grammy Awards de 2024 na categoria "Melhor Desempenho de Metal".

## Faixas
| N.º            | Título                       | Compositor(es)                                                 | Artista original | Duração |  |
| 1.             | "See No Evil"                | Andy Johns, Tom Verlaine                                       | Television       | 4:04    |  |
| 2.             | "Jesus He Knows Me"          | Tony Banks, Phil Collins, Mike Rutherford                      | Genesis          | 4:05    |  |
| 3.             | "Hanging Around"             | Dave Greenfield, Hugh Cornwell, Jean Jacques Burnel, Jet Black | The Stranglers   | 4:09    |  |
| 4.             | "Phantom of the Opera"       | Steve Harris                                                   | Iron Maiden      | 7:23    |  |
| 5.             | "We Don't Need Another Hero" | Graham Lyle, Terry Britten                                     | Tina Turner      | 4:10    |  |
| Duração total: | Duração total:               | Duração total:                                                 | Duração total:   | 23:51   |  |

## Formação
Informação cedida pela banda junto com o lançamento do primeiro single.
| Ghost - Papa Emeritus IV Músicos de sessão - Guitarra – Fredrik Åkesson - Teclados adicionais – Luke Reynolds - Bateria – Matt Chamberlain | Equipe técnica - Produtor, produtor de gravação, equipe de estúdio, mixer – Rich Costey - Pessoal do estúdio, engenheiro de gravação – Martin Sandmark - Equipe de estúdio, engenheiro, assistente de mixagem – Jeff Citron - Pessoal do estúdio, engenheiro assistente de gravação – Matt Hall - Pessoal do estúdio, engenheiro de masterização – Ted Jensen - Arte de capa – Hedi Xandt |

## Posições nas paradas
| Parada (2023)                                 | Posição alcançada |
| --------------------------------------------- | ----------------- |
| Áustria (Ö3 Austria Top 40)                   | 8                 |
| Bélgica (Ultratop Flandres)                   | 10                |
| Bélgica (Ultratop Valônia)                    | 10                |
| Canadá (Billboard)                            | 15                |
| Países Baixos (Dutch Charts)                  | 11                |
| Finlândia (Suomen virallinen lista)           | 6                 |
| França (SNEP)                                 | 18                |
| Alemanha (Offizielle Deutsche Charts)         | 11                |
| Irlanda (IRMA)                                | 97                |
| Escócia (Official Scottish Albums)            | 3                 |
| Espanha (PROMUSICAE)                          | 12                |
| Swedish Albums (Sverigetopplistan)            | 1                 |
| Swedish Hard Rock Albums (Sverigetopplistan)  | 1                 |
| Suíça (Schweizer Hitparade)                   | 7                 |
| Reino Unido (Official Albums Chart)           | 8                 |
| Reino Unido (UK Rock & Metal Albums)          | 3                 |
| Estados Unidos (Billboard 200)                | 7                 |
| Estados Unidos (Billboard Independent Albums) | 1                 |
| Estados Unidos (Top Hard Rock Albums)         | 1                 |
| Estados Unidos (Top Rock Albums)              | 2                 |